# Ізмітська затока
Ізмітська затока (тур. Izmit körfezi) — вузький і довгий тектонічний розлом, нині заповнений водами  Мармурового моря. Є частиною берегової лінії півострова Мала Азія. Затока витягнута у широтному напрямку, її північний берег становить горбистий Віфінський півострів, південний — гористий півострів Боз. Біля входу в затоку на південному березі розміщене місто Ялова, на північному — Гебзе, в глибині — м. Ізміт.

## Історія і сучасний стан
У часи Середньовіччя затока мала важливе стратегічне значення, оскільки в глибині розташовувалася важлива візантійська фортеця Нікомедія, а вздовж північного берега затоки існувала низка важливих приморських фортець, що захищали підступи до Константинополю. За контроль над затокою довгу і наполегливу боротьбу вели Візантійська імперія, Венеція, Генуя, Латинська імперія і турки-османи. Після того, як перемогою останніх завершилася облога Нікомедії, місто (перейменоване на Ізміт) і затока увійшли до складу Османської Туреччини, нині в складі республіки Туреччина. Довжина затоки — близько 52 км, ширина біля входу 6,1 км. Далі є два звуження, одне в районі мису Діль (до 3,5 км), інше в районі м. Гельджюк (до 1,25 км). У центральній частині, перпендикулярно селищу Карамюрсель, розташована найширша частина — до 10,5 км. Максимальна глибина — до 183 м. Північний берег затоки займає приміська курортна зона Стамбулу (так звана Анатолійська Рів'єра). Ізмітський порт розташований в глибині затоки. Зберігається високий рівень сейсмічної небезпеки. У 2010—2017 рр. через затоку планується звести Ізмітський підвісний міст.